# Économie de la Moselle

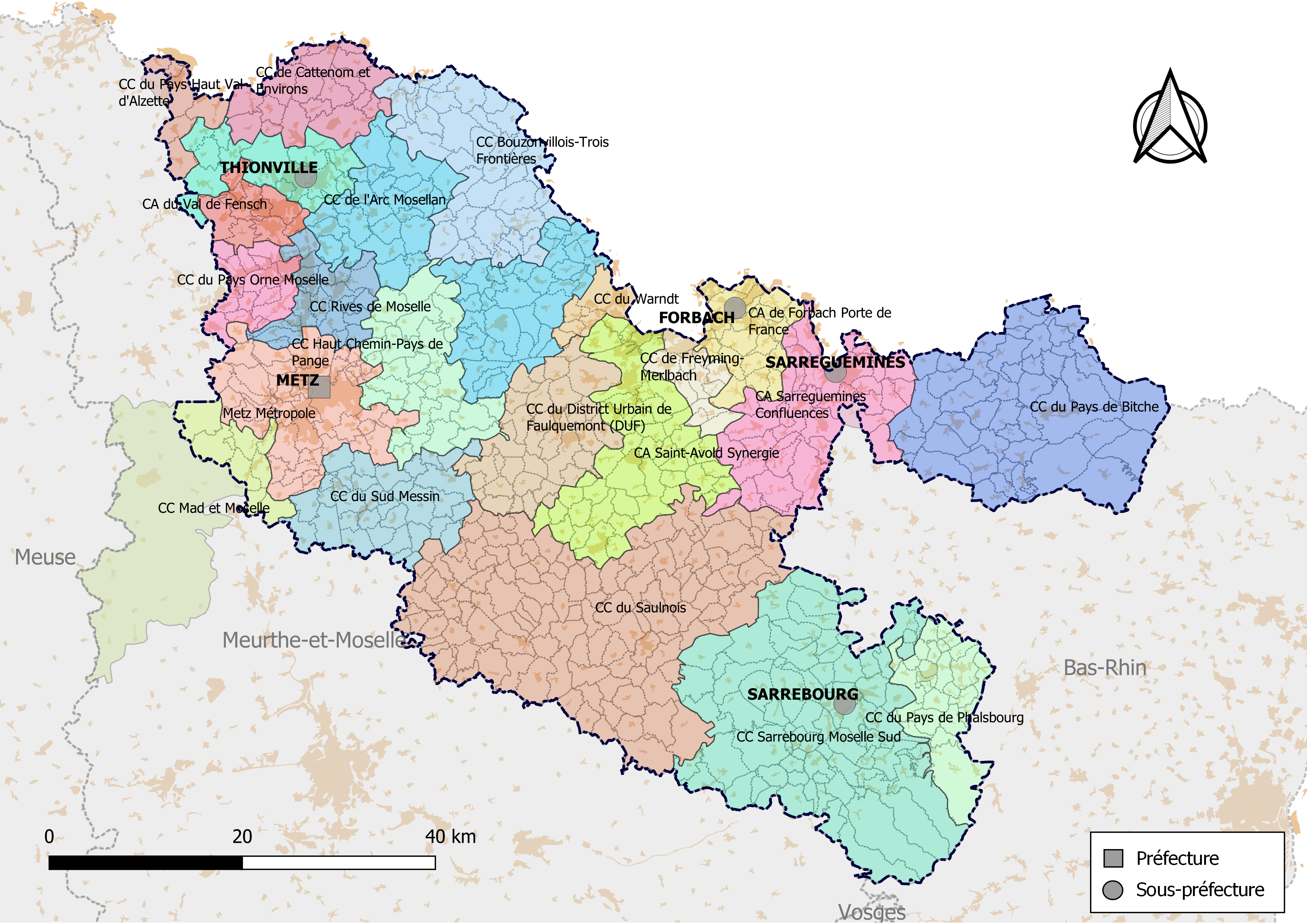
Carte du département de la Moselle

L'économie de la Moselle a reposé au XIXe siècle sur l'industrie lourde, en particulier la sidérurgie. Après la crise de ces industries à la fin du XXe siècle, le département tente de promouvoir  de nouvelles activités basées sur le savoir-faire industriel et technologique. C'est par exemple le cas du pôle de compétitivité MIP (matériaux innovants-produits intelligents) et de la centrale nucléaire de Cattenom.

## Les 10 premières entreprises de Moselle[1]
- SMAE PSA Peugeot Citroën (France) (chiffre d'affaires 2022 de 2,78 milliards d'euros)
- EDF (France), au travers de ses centrales de La Maxe et Cattenom, ses activités de distribution, transport et commercialiasiation (chiffre d'affaires départemental avoisinant les 2 milliards d'euros)
- Demathieu & Bard (Montigny-Les-Metz) avec 1,75 milliard d'euros de chiffre d'affaires en 2022
- CAR AVENUE avec 1,6 milliard d'euros de chiffre d'affaires en 2022
- FM Logistic avec 1,52 milliard d'euros de chiffre d'affaires en 2022
- Amazon France Logistique (Augny) avec un chiffre d'affaires de 1,19 milliard d'euros en 2022
- Continental France (Sarreguemines) avec un chiffre d'affaires de 1,07 milliard d'euros en 2022
- Covivio avec 968 Millions d'euros de chiffre d'affaires en 2022
- Start People (Saint-Julien-Les-Metz) avec un chiffre d'affaires de 864 millions d'euros en 2022
- UEM (Metz) avec un chiffre d'affaires de 567 millions d'euros en 2022